# グルカランド

グルカランドの旗

グルカランド（Gurkhaland、ネパール語: गोर्खाल्यान्ड、ベンガル語: গোর্খাল্যান্ড）は、インドの西ベンガル州にある主にグルカ族が住む土地である。ゴルカランド（Gorkhaland）とも呼ばれる。
グルカ族はネパール山岳民族の総称であり、イギリスの傭兵のグルカ兵としても有名である。
1980年代には西ベンガル州からのグルカランド自治州としての分離を要求した。1986年にグルカ国民解放戦線（GNLF）による暴動が起きたが、暴動の後1988年に大幅な自治が認められて、ダージリン・グルカ丘陵評議会が設立された。その後も、グルカランドの自治権の拡大を求めるグルカの武装勢力も存在する。

## 歴史
西ベンガル州の北にあるダージリンやカリンポンの一帯は、もともとシッキム王国の一部だったが、18世紀初頭、カリンボンはブータンに占領され、1780年にダージリンの周辺はネパールから来たグルカ族の土地になっていた。インドの独立後、グルカ族はネパール語の公用語化を求めるなどして、西ベンガル州政府と対立していた。
1980年代にスバッシュ・ギシングが率いる「グルカランド運動」が始まり、この運動ではダージリン地方およびドゥアーズやシリグリ・テライを含む周辺地域から西ベンガル州を分離して新しい州を作ることを要求していた。この運動は、グルカ族が西ベンガル州とは文化的、民族的に異なるという主張に基づいていた。運動は暴力的な様相を呈し、結果として1,200人以上が死亡する事態に至った。1988年に、この運動の結果としてダージリン・グルカ丘陵評議会（DGHC）が設立され、ダージリン地方に一定の自治権を持たせる形で統治が行われることになった。
その後、2004年に予定されていたダージリン・グルカ丘陵評議会の選挙は行われず、スバッシュ・ギシングが暫定的にダージリン・グルカ丘陵評議会の唯一の責任者として任命されたが、これに不満を抱いたビマル・グルンがグルカランド民族解放戦線（GNLF）から離反し、新たにグルカ・ジャンムクティ・モルチャ（GJM）を結成した。GJMは再びグルカランドの州から分離を要求し、特に2007年以降、独立したグルカランド州の設立を強く主張した。
2010年にはアキル・バラティヤ・グルカ連盟のリーダー、マダン・タマンが暗殺され、この事件がさらなる抗議行動を引き起こした。また2011年にはGJMがダージリン地方の3つの選挙区で勝利し、グルカランド分離の要求が依然として根強いことを示した。

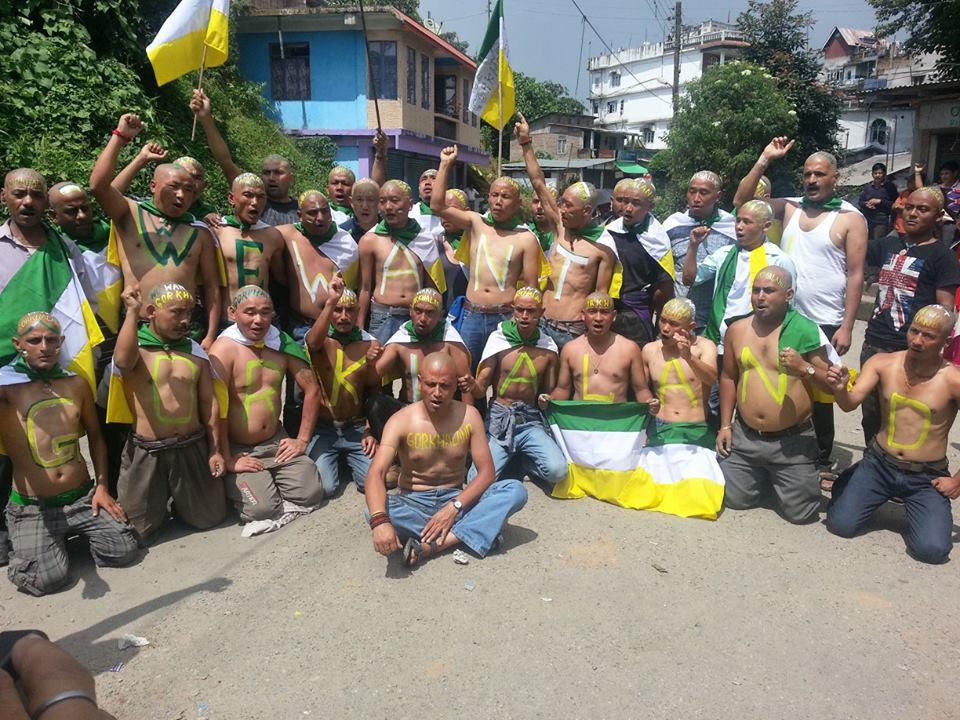
ダージリンでのグルカランド分離支持者のデモ

2013年には、テランガーナ州の設立決定が全国的な州分離要求を刺激し、グルカランドの要求も再び活発化した。GJMは再度、無期限のバンダ（ストライキ）を宣言し、これに対して西ベンガル州政府はバンダを違法と宣言して対応を強化した。結果的に、GJMは「ジャンタ・バンダ」と呼ばれる新たな形態の抗議行動を行い、自治体議会選挙の要求が支持を受けた。
2017年には、西ベンガル州政府がベンガル語をすべての学校で必修科目とすることを発表し、これに反発したGJMが再び抗議行動を開始した。抗議は暴力的なものとなり、ダージリン地方では広範な破壊活動が行われた。最終的に104日間にわたるストライキが行われたが、GJMの新たな指導者ビナイ・タマンがストライキを終結させた。その後、グルカランド分離の要求は続いているが、地域は比較的平穏を取り戻しつつある。